# Antheraea larissa
Antheraea larissa ist ein in Asien vorkommender Schmetterling (Nachtfalter) aus der Familie der Pfauenspinner (Saturniidae). 

## Beschreibung

### Falter
Die Falter erreichen eine Flügelspannweite von 12 bis 15 Zentimetern. Beide Geschlechter ähneln sich bezüglich der Färbung, die Weibchen sind jedoch größer als die Männchen. Die Vorderflügel haben eine sichelartige Form. Die Flügeloberseiten sind gelblich braun bis rötlich braun marmoriert. Der Vorderrand ist grau, die doppelt angelegte Wellenlinie dunkelbraun gefärbt. Nahe dem Apex hebt sich ein schwarzer Wisch ab. Auf der Vorderflügeloberseite befindet sich ein großer, graubrauner Augenfleck, der die Form eines Kommas zeigt und gelb gekernt ist. Im Zentrum der Hinterflügel hebt sich ebenfalls ein großer, kreisrunder, graubrauner Augenfleck ab, der mit einem gelben Querstrich gekernt ist. Die Unterseiten sämtlicher Flügel zeigen eine zeichnungsarme, verwaschene, hell gelbgraue Farbe. Die Augenflecke schimmern nur schwach hindurch.  Die Männchen haben sehr große und stark gekämmte Fühler.

### Raupe
Frisch aus den Eiern geschlüpfte Raupen sind ca. acht Millimeter lang. Sie haben eine weißliche Grundfarbe und sind im unteren Körperbereich sowie an den Beinen ockergelb. Im weiteren Verlauf der Entwicklung herrschen grünliche Farben vor. Im 4. Stadium nehmen die dorsalen verlängerten Ausstülpungen (Scoli) der Cuticula eine gelbgrüne bis matt golden glänzende Farbe an. Ausgewachsene Raupen (im 5. Stadium) werden etwa acht Zentimeter lang, sind hellgrün gefärbt und zeigen einen gelben Seitenstreifen sowie subdorsale, auffällige, extrem vergrößerte, silbrig- bis goldglänzende Ausstülpungen am 2. und 3. sowie am 6. und 7. Abdominalsegment. Die Behaarung ist kurz und von gelber Farbe. In Indonesien werden die Raupen von der einheimischen Bevölkerung als ulat mas (Goldraupen) bezeichnet.

## Verbreitung, Unterarten und Vorkommen
Antheraea larissa kommt im südlichen Thailand, in Myanmar, auf der Malaiischen Halbinsel sowie auf Sumatra, Java, Borneo und Palawan vor. Die vorläufige Einteilung in Unterarten und deren Verbreitungsgrenzen bedürfen weiterer Studien und der Bestätigung.

## Lebensweise
Die Lebensweise der Art im Freiland muss noch näher erforscht werden. Als Raupennahrungspflanze wurde auf Borneo Shorea glauca ermittelt. Bei Zuchten wurden auch die Blätter der Himalaya-Birke (Betula utilis) als Nahrungspflanze angenommen. Der Kokon mit der darin befindlichen Puppe wurde unter Zuchtbedingungen an einen Zweig angesponnen.